# 中国とパキスタンの関係
中国とパキスタンの関係（簡体字中国語: 中国－巴基斯坦关系、ウルドゥー語: پاک چین تعلقات）とは、中華人民共和国とパキスタンの外交関係を指し、1951年に両国は外交関係を樹立した。当時イギリスから独立したばかりのパキスタンは、台湾に移転したばかりの中華民国政府との外交関係を正式に断ち切り、代わりに中華人民共和国との外交関係を樹立した。パキスタンは世界で初めて中華人民共和国を承認した非共産主義国であり、北京政府と外交関係を確立した初のイスラム教国でもある。
21世紀には、中印関係・印パ関係の悪さと対照的に、中パ関係は良好である。とくに一帯一路構想のもと、中パ経済回廊やグワダル港の開発支援が進められている。一方、パキスタン国内や新疆のイスラム過激派の問題も存在してきた。